# عبد الله بن يحيى الشقراطيسي
عبد الله بن يحيى الشقراطيسي (ولد في توزر، توفي 11 نوفمبر 466 م الموافق 8 ربيع الأول 1073 هـ)، شاعر تونسي راحل وإمام في الحديث والفقه.

## حياته
هو أبو محمد عبد الله بن يحيى بن علي التورزي ويشتهر بالشقراطيسي. سمّي نسبة إلى قلعة قديمة تسمى شقراطس كانت بالقرب من قفصة، تونس. غادر تونس عام 1037م/ 429 هـ متجهًا إلى الشرق، حيث حجّ وزار المدينة المنورة. بعد عودته إلى تونس، أفتى ودرّس فيها، وكان من القضاة في بلدة توزر.
تصداف مروره بمصر غزو الصليبيين، فاشترك في مقاتلتهم، وألّف قصيدة عن قتاله في تلك المعركة.
برع أيضا في النثر والشعر، واشتهر بقصيدة في مدح الرسول عرفت بـ«لامية الشقراطيسي»، وتبلغ نحو 133 بيتا أورد فيها أجزاءً من سيرة النبي محمد. له كتب «الأعلام في معجزات خير الأنام» والذي اختتمه بقصيدة لامية الشقراطيسي، و«تعليق على مسائل من المدونة»، و«فضائل الصحابة».